# Erzya
« Erza » redirige ici. Pour la chanteuse française, ex-membre des Kids United, voir Erza Muqoli.
 (mars 2019).
Si vous disposez d'ouvrages ou d'articles de référence ou si vous connaissez des sites web de qualité traitant du thème abordé ici, merci de compléter l'article en donnant les références utiles à sa vérifiabilité et en les liant à la section « Notes et références ».
Cette page contient des caractères spéciaux ou non latins. S’ils s’affichent mal (▯, ?, etc.), consultez la page d’aide Unicode.
L'erzya ou erza (autonyme : эрзянь кель (erzänʹ kelʹ)) est l'une des deux langues mordves avec le mokcha. Il est parlé dans le nord, l'est et le nord-ouest de la République de Mordovie et les régions voisines de Nijni Novgorod, de la Tchouvachie, de Penza, Samara, Saratov, Orenbourg, Oulianovsk, du Tatarstan et du Bachkortostan en Russie. Il existe également une diaspora en Arménie, Estonie, au Kazakhstan et dans les autres nouveaux États indépendants d'Asie centrale. En Mordovie, l'erzya a le statut de langue officielle au même titre que le mokcha et le russe.
L'erzya appartient à la branche mordve des langues finno-ougriennes, une subdivision des langues ouraliennes. Il est proche du mokcha, mais s'en distingue par des aspects phonétiques, morphologiques et lexicaux.

## Nombre de locuteurs
L'erzya est parlé par 36 700 personnes en Russie en 2010 et par environ 500 personnes en Arménie en 2017, pour un total mondial de 96 860 personnes.

## Particularités de l'erzya
Alors que la plupart des langues finno-ougriennes disposent d'une grande diversité de phonèmes vocaliques, l'erzya ne connaît que a, e, i, ɨ, o et u, qui en principe sont toujours brefs. L'erzya n'a par ailleurs aucune diphtongue.
Contrairement au mordve mokcha et à la plupart des autres langues finno-ougriennes, l'accent tonique se trouve fréquemment ailleurs que sur la première syllabe. L'erzya possède plus de onze cas et dispose d'autres suffixes que le mordve mokcha pour indiquer la construction possessive.

## Phonologie

### Voyelles
|          | Antérieures | Centrales | Postérieures |
| -------- | ----------- | --------- | ------------ |
| Fermées  | i           | ɨ         | u            |
| Moyennes | e           |           | o            |
| Ouvertes |             | a         |              |

Exemples de paires minimales :
- vishka « petit » et  vɨshka « antenne »
- mirnesj « le petit monde » et mɨrnesj « elle a miaulé »
- bɨznɨ « bourdonne » [pour un bourdon] et bizni « grésille » [pour un moustique]

### Consonnes
|            |             | Labiales | Alvéolaires | Alvéolaires | Post- alvéolaires | Palatales | Vélaires |
| Dures      | Mouillées   | Labiales |             |             | Post- alvéolaires | Palatales | Vélaires |
| Nasales    | Nasales     | /m/      | /n/         | /nʲ/        |                   |           |          |
| Occlusives | Non-voisées | /p/      | /t/         | /tʲ/        |                   |           | /k/      |
| Occlusives | Voisées     | /b/      | /d/         | /dʲ/        |                   |           | /g/      |
| Affriquées | Non-voisées |          | /t͡s/        | /t͡sʲ/       | /t͡ʃ/              |           |          |
| Fricatives | Non-voisées | /f/      | /s/         | /sʲ/        | /ʃ/               |           | /x/      |
| Fricatives | Voisées     | /v/      | /z/         | /zʲ/        | /ʒ/               |           |          |
| Roulées    | Roulées     |          | /r/         | /rʲ/        |                   |           |          |
| Spirantes  | Spirantes   |          | /l/         | /lʲ/        |                   | /j/       |          |

## Écriture
L'alphabet en usage est identique à l'alphabet cyrillique du russe :
А/а, Б/б, В/в, Г/г, Д/д, Е/е, Ё/ё, Ж/ж, З/з, И/и, Й/й, К/к, Л/л, М/м, Н/н, О/о, П/п, Р/р, С/с, Т/т, У/у, Ф/ф, Х/х, Ц/ц, Ч/ч, Ш/ш, Щ/щ, Ъ/ъ, Ы/ы, Ь/ь, Э/э, Ю/ю, Я/я

Avant 1927, l'erzya utilisait une version de l'alphabet cyrillique incluant des caractères spécifiques additionnels, comme le schwa (les caractères représentés ici en gras n'étaient utilisés que dans les mots empruntés au russe) :
| А | Б | В | Г  | Д | Е | Ё | Ж | З | И | Й | К |
| Л | М | Н | нг | О | П | Р | С | Т | У | Ф | Х |
| Ц | Ч | Ш | Щ  | Ъ | Ы | Ь | Э | Ю | Я | ä | ə |

Un alphabet latin, officiellement approuvé par le gouvernement du kraï de Nishne-Volzhskiy en 1932, mais jamais passé dans l'usage, se présentait comme suit :
a в c ç d ә e f g y i j k l m n o p r s ş t u v x z ƶ ь

## Situation linguistique
Actuellement dans les villes les jeunes maîtrisent mal ou pas du tout leur langue maternelle. Du fait que le plus souvent à l'école les cours n'ont lieu qu'en russe, les enfants dont la langue maternelle est l'erzya ou le mordve mokcha ont peu de chance d'apprendre de façon littéraire leur langue maternelle. Le nombre des locuteurs ne cesse de baisser. Ainsi à brève échéance, les deux langues mordves pourraient être menacées de disparaître.